# Kids' Choice Award all'attore cinematografico preferito
Il Kids' Choice Award all'attore cinematografico preferito (Favorite Movie Actor) è un premio assegnato annualmente ai Kids' Choice Awards, a partire dal 1988, all'attore del cinema preferito dai telespettatori del canale Nickelodeon.

## Vincitori e candidati
Qui di seguito la lista con vincitori, in grassetto, e candidati per edizione.

### 1980
- 1988
  - Eddie Murphy – Beverly Hills Cop II - Un piedipiatti a Beverly Hills II (Beverly Hills Cop II)
  - Arnold Schwarzenegger – L'implacabile (The Running Man)
  - Patrick Swayze – Dirty Dancing - Balli proibiti (Dirty Dancing)
- 1989
  - Arnold Schwarzenegger – I gemelli (Twins)
  - Paul Reubens – Big Top Pee-wee - La mia vita picchiatella (Big Top Pee-wee)
  - Eddie Murphy – Il principe cerca moglie (Coming to America)

### 1990
- 1990
  - Michael J. Fox – Ritorno al futuro - Parte II (Back to the Future Part II)
  - Chevy Chase – National Lampoon's Christmas Vacation - Un Natale esplosivo (National Lampoon's Christmas Vacation)
  - Eddie Murphy – Harlem Nights
- 1991
  - Arnold Schwarzenegger – Un poliziotto alle elementari (Kindergarten Cop)
  - Johnny Depp
  - Eddie Murphy
- 1992
  - Arnold Schwarzenegger – Terminator 2 - Il giorno del giudizio (Terminator 2)
  - Ice Cube – Boyz n the Hood - Strade violente (Boyz n the Hodd)
  - Kid 'n Play – Class Act
- 1994
  - Robin Williams – Mrs. Doubtfire - Mammo per sempre (Mrs. Doubtfire)
  - Arnold Schwarzenegger – Last Action Hero - L'ultimo grande eroe (Last Action Hero)
  - John Candy – Cool Runnings - Quattro sottozero (Cool Runnings)
- 1995
  - Jim Carrey – Ace Ventura - L'acchiappanimali (Ace Ventura Pet Detective)
  - Keanu Reeves – Speed
  - Tim Allen – Santa Clause (The Santa Clause)
- 1996
  - Jim Carrey – Batman Forever e Ace Ventura - Missione Africa (Ace Ventura: When Nature Calls)
  - Tom Hanks – Apollo 13
  - Jonathan Taylor Thomas – Le avventure di Tom Sawyer e Huck Finn (Tom and Huck)
  - Robin Williams – Jumanji
- 1997
  - Jim Carrey –  Il rompiscatole (The Cable Guy)
  - Will Smith – Independence Day
  - Tom Cruise – Mission: Impossible
  - Robin Williams – Jack
- 1998
  - Will Smith – Men in Black
  - Jim Carrey – Bugiardo bugiardo (Liar Liar)
  - Tim Allen – Da giungla a giungla (Jungle 2 Jungle)
  - Robin Williams – Flubber - Un professore fra le nuvole (Flubber)
- 1999
  - Adam Sandler – Prima o poi me lo sposo (The Wedding Singer) e Waterboy (The Waterboy)
  - Jim Carrey – The Truman Show
  - Eddie Murphy – Il dottor Dolittle (Dr. Dolittle)
  - Chris Tucker – Rush Hour - Due mine vaganti (Rush Hour)

### 2000
- 2000
  - Adam Sandler – Big Daddy - Un papà speciale (Big Daddy)
  - Robin Williams– L'uomo bicentenario (Bicentennial Man)
  - Mike Myers – Austin Powers - La spia che ci provava (Austin Powers: The Spy Who Shagged Me)
  - Will Smith – Wild Wild West
- 2001
  - Jim Carrey – Il Grinch (Dr. Seuss' How the Grinch Stole Christmas)
  - Tom Cruise – Mission: Impossible 2
  - Eddie Murphy – La famiglia del professore matto (Nutty Professor II: The Klumps)
  - Martin Lawrence – Big Mama (Big Momma's House)
- 2002
  - Chris Tucker – Colpo grosso al drago rosso - Rush Hour 2 (Rush Hour 2)
  - Jackie Chan – Colpo grosso al drago rosso - Rush Hour 2 (Rush Hour 2)
  - Eddie Murphy – Il dottor Dolittle 2 (Dr. Dolittle 2)
  - Brendan Fraser – La mummia - Il ritorno (The Mummy Returns)
- 2003
  - Adam Sandler – Mr. Deeds
  - Will Smith – Men in Black II
  - Mike Myers – Austin Powers in Goldmember
  - Jackie Chan – Lo smoking (The Tuxedo)
- 2004
  - Jim Carrey – Una settimana da Dio (Bruce Almighty)
  - Ashton Kutcher – Oggi sposi... niente sesso (Just Married)
  - Mike Myers – Il gatto... e il cappello matto (The Cat in the Hat)
  - Eddie Murphy – L'asilo dei papà (Daddy Day Care) e La casa dei fantasmi (The Haunted Mansion)
- 2005
  - Adam Sandler – 50 volte il primo bacio (50 Fist Dates)
  - Jim Carrey – Lemony Snicket - Una serie di sfortunati eventi (Lemony Snicket's A Series of Unfortunate Events)
  - Tobey Maguire – Spider-Man 2
  - Tim Allen – Fuga dal Natale (Christmas with the Kranks)
- 2006
  - Will Smith – Hitch - Lui sì che capisce le donne (Hitch)
  - Jim Carrey – Dick & Jane - Operazione furto (Fun with Dick and Jane)
  - Johnny Depp – La fabbrica di cioccolato (Charlie and the Chocolate Factory)
  - Ice Cube – Io, lei e i suoi bambini (Are We There Yet?)
- 2007
  - Adam Sandler – Cambia la tua vita con un click (Click)
  - Johnny Depp – Pirati dei Caraibi - La maledizione del forziere fantasma (Pirates of the Caribbean: Dead Man's Chest)
  - Jack Black – Super Nacho (Nacho Libre)
  - Will Smith – La ricerca della felicità (The Pursuit of Happyness)
- 2008
  - Johnny Depp – Pirati dei Caraibi - Ai confini del mondo (Pirates of the Caribbean: At World's End)
  - Ice Cube – Finalmente a casa (Are We Done Yet?)
  - Dwayne Johnson – Cambio di gioco (The Game Plan)
  - Eddie Murphy – Norbit
- 2009
  - Will Smith – Hancock
  - Jim Carrey – Yes Man
  - Adam Sandler – Racconti incantati (Bedtime Stories)
  - George Lopez – Beverly Hills Chihuahua

### 2010
- 2010
  - Taylor Lautner – The Twilight Saga: New Moon
  - Zac Efron – 17 Again - Ritorno al liceo (17 Again)
  - Shia LaBeouf – Transformers - La vendetta del caduto (Transformers: Revenge of the Fallen)
  - Tyler Perry – Madea Goes to Jail
- 2011
  - Johnny Depp – Alice in Wonderland
  - Jack Black – I fantastici viaggi di Gulliver (Gulliver's Travels)
  - Jaden Smith – The Karate Kid - La leggenda continua (The Karate Kid)
  - Dwayne Johnson – L'acchiappadenti (Tooth Fairy)
- 2012
  - Adam Sandler – Jack e Jill (Jack and Jill)
  - Jim Carrey – I pinguini di Mr. Popper (Mr. Popper's Penguins)
  - Johnny Depp – Pirati dei Caraibi - Oltre i confini del mare (Pirates of the Caribbean: On Stranger Tides)
  - Daniel Radcliffe – Harry Potter e i Doni della Morte - Parte 2 (Harry Potter and the Deathly Hallows - Part 2)
- 2013
  - Johnny Depp – Dark Shadows
  - Andrew Garfield – The Amazing Spider-Man
  - Zachary Gordon – Diario di una schiappa - Vita da cani (Diary of a Wimpy Kid: Dog Days)
  - Will Smith– Men in Black 3
- 2014
  - Adam Sandler – Un weekend da bamboccioni 2 (Grown Ups 2)
  - Johnny Depp – The Lone Ranger
  - Robert Downey Jr. – Iron Man 3
  - Neil Patrick Harris – I Puffi 2 (The Smurfs 2)
- 2015
  - Ben Stiller –  Notte al museo 3 - Il segreto del faraone (Night at the Museum: Secret of the Tomb)
  - Hugh Jackman – X-Men - Giorni di un futuro passato (X-Men: Days of Future Past)
  - Jamie Foxx –  The Amazing Spider-Man 2 - Il potere di Electro (The Amazing Spider-Man 2)
  - Mark Wahlberg –  Transformers 4 - L'era dell'estinzione (Transformers: Age of Extinction)
  - Steve Carell – Una fantastica e incredibile giornata da dimenticare (Alexander and the Terrible, Horrible, No Good, Very Bad Day)
  - Will Arnett – Tartarughe Ninja (Teenage Ninja Turtles)
- 2016
  - Will Ferrell – Daddy's Home
  - John Boyega – Star Wars: Il risveglio della Forza (Stra Wars: The Force Awakens)
  - Robert Downey Jr. – Avengers: Age of Ultron
  - Chris Evans – Avengers: Age of Ultron
  - Chris Hemsworth – Avengers: Age of Ultron
  - Chris Pratt – Jurassic World
- 2017
  - Chris Hemsworth – Ghostbusters
  - Ben Affleck – Batman v Superman: Dawn of Justice
  - Henry Cavill – Batman v Superman: Dawn of Justice
  - Will Arnett – Tartarughe Ninja - Fuori dall'ombra (Teenage Ninja Turtles: Out of the Shadows)
  - Robert Downey Jr. – Captain America: Civil War
  - Chris Evans – Captain America: Civil War
- 2018
  - Dwayne Johnson – Jumanji - Benvenuti nella giungla (Jumanji: Welcome to the Jungle)
  - Ben Affleck – Justice League
  - Will Ferrell – Daddy's Home 2
  - Kevin Hart – Jumanji - Benvenuti nella giungla (Jumanji: Welcome to the Jungle)
  - Chris Hemsworth – Thor: Ragnarok
  - Chris Pratt – Guardiani della Galassia Vol. 2 (Guardians of the Galaxy Vol. 2)
- 2019
  - Noah Centineo – Tutte le volte che ho scritto ti amo (To All the Boys I've Loved Before)
  - Chadwick Boseman – Black Panther
  - Chris Evans – Avengers: Infinity War
  - Chris Hemsworth – Avengers: Infinity War
  - Dwayne Johnson – Skyscraper
  - Jason Momoa – Aquaman

### 2020
- 2020
  - Dwayne Johnson – Jumanji: The Next Level e Fast & Furious - Hobbs & Shaw (Hobbs & Shaw)
  - Chris Evans - Avengers: Endgame
  - Kevin Hart - Jumanji: The Next Level
  - Chris Hemsworth - Avengers: Endgame e Men in Black: International
  - Tom Holland - Spider-Man: Far from Home
  - Will Smith - Aladdin
- 2021
  - Robert Downey Jr. - Dolittle
  - Jim Carrey – Sonic - Il film (Sonic the Hedgehog)
  - Will Ferrell – Eurovision Song Contest - La storia dei Fire Saga
  - Chris Pine – Wonder Woman 1984
  - Adam Sandler – Hubie Halloween
  - Lin-Manuel Miranda – Hamilton
- 2022
  - Tom Holland – Spider-Man: No Way Home
  - John Cena – Fast & Furious 9 - The Fast Saga (F9: The Fast Saga)
  - Vin Diesel – Fast & Furious 9 - The Fast Saga (F9: The Fast Saga)
  - LeBron James – Space Jam: New Legends
  - Dwayne Johnson – Jungle Cruise e Red Notice
  - Ryan Reynolds – Free Guy e Red Notice
- 2023
  - Dwayne Johnson – Black Adam
  - Jim Carrey – Sonic - Il film 2
  - Chris Hemsworth – Thor: Love and Thunder
  - Chris Pratt – Jurassic World - Il dominio
  - Ryan Reynolds – The Adam Project
  - Tom Cruise – Top Gun: Maverick
- 2024
  - Timothée Chalamet - Wonka
  - Adam Sandler - Non sei invitata al mio bat mitzvah
  - Chris Pratt - Guardiani della Galassia Vol. 3
  - Jason Momoa - Aquaman e il regno perduto
  - John Cena - Fast X
  - Paul Rudd - Ghostbusters - Minaccia glaciale
  - Ryan Gosling - Barbie
  - Ryan Reynolds - IF - Gli amici immaginari